# Csörgő réce
A csörgő réce (Anas crecca) a madarak osztályának lúdalakúak (Anseriformes) rendjébe és a récefélék (Anatidae) családjába tartozó faj.

## Előfordulása
Egész Európában, Ázsia és Észak-Amerika jelentős részén elterjedt, a Kárpát-medencében rendszeres fészkelő.

## Alfajai
- Anas crecca crecca Linnaeus, 1758 – ez az eurázsiai alfaj, Magyarországon rendszeres fészkelő.
- Anas crecca nimia Friedmann, 1948 – ez az alfaj kizárólag a Csendes-óceán északi részén fekvő Aleut-szigeteken él.
- zöldszárnyú réce (Anas crecca carolinensis) Gmelin, 1789 – Észak-Amerikában él, Magyarországon észlelték, de valószínűleg ember által behozott példányok. Egyes rendszerek Anas carolinensis néven önálló fajként sorolják be.

## Megjelenése
Testhossza 34-38 centiméter, szárnyfesztávolsága 58-64 centiméter, testtömege 200-450 gramm, a tojó valamivel kisebb és könnyebb a hímnél. Jellegzetessége széles zöld szemsávja.
|  |  |

## Életmódja
Tápláléka változatos, főleg magvakat, növényi részeket, gerincteleneket, apró halakat és ebihalakat fogyaszt.

## Szaporodása
Sás- és fűszálakból, száraz nádlevelekből készült, mohával és pihetollakkal bélelt fészkét talajra építi. Fészekalja 8-10 tojásból áll, melyen 21-22 napig kotlik. A fiókák a kikelés után 23 nappal válnak önállóvá.
|  |

## Rokon faja
Legközelebbi rokona a sárgacsőrű réce (Anas flavirostris).

## Védettsége
Magyarországon 2012. október 1. óta védett.
természetvédelmi értéke:50.000Ft